# Frederik Gytkjær
Frederik Lund Gytkjær (Roskilde, 16 marzo 1993) è un calciatore danese, attaccante del Lyngby.

## Biografia
È il fratello di Christian Gytkjær, anche lui calciatore professionista.

## Carriera

### Club
Gytkjær è cresciuto nelle giovanili del Lyngby. Ha esordito in prima squadra in data 18 novembre 2012, subentrando a Fanol Përdedaj in occasione del pareggio casalingo per 1-1 contro l'AB, sfida valida per la 18ª giornata della 1. Division 2012-2013.
L'11 agosto 2013 ha siglato la prima rete in campionato, nel 3-1 inflitto al Vendsyssel. Nel campionato 2015-2016 ha contribuito alla promozione del Lyngby in Superligaen.
Il 16 luglio 2016 ha pertanto debuttato nella massima divisione danese, schierato titolare nella sconfitta per 3-0 subita sul campo del Copenaghen.
In vista del campionato 2017, Gytkjær è stato ingaggiato dai norvegesi dell'Haugesund. Il 2 aprile 2017 ha quindi esordito in Eliteserien, schierato titolare nella sconfitta per 3-1 patita in casa dello Strømsgodset: ha siglato la rete in favore della sua squadra.
Il 6 luglio successivo ha giocato la prima partita nelle competizioni europee per club, venendo impiegato da titolare nel pareggio per 0-0 maturato sul campo del Coleraine, sfida valida per il primo turno di qualificazione all'Europa League 2017-2018.
Il 15 gennaio 2019 ha fatto ufficialmente ritorno al Lyngby, legandosi al club con un contratto valido per un anno e mezzo. È tornato a calcare i campi da calcio danesi il 3 marzo, in occasione del successo per 0-1 in casa dell'Hvidovre. A fine stagione, la squadra ha conquistato la promozione in Superligaen.
Il 31 gennaio 2020 ha prolungato il contratto che lo legava al Lyngby fino al 30 giugno 2023.

### Nazionale
Ha rappresentato la Danimarca a livello Under-16, Under-17, Under-18 e Under-20.

## Statistiche

### Presenze e reti nei club
Statistiche aggiornate al 26 marzo 2020.
| Stagione         | Club             | Campionato       | Campionato | Campionato | Coppe nazionali | Coppe nazionali | Coppe nazionali | Coppe continentali | Coppe continentali | Coppe continentali | Supercoppe | Supercoppe | Supercoppe | Totale | Totale |
| Stagione         | Club             | Comp             | Pres       | Reti       | Comp            | Pres            | Reti            | Comp               | Pres               | Reti               | Comp       | Pres       | Reti       | Pres   | Reti   |
| ---------------- | ---------------- | ---------------- | ---------- | ---------- | --------------- | --------------- | --------------- | ------------------ | ------------------ | ------------------ | ---------- | ---------- | ---------- | ------ | ------ |
| 2012-2013        | Lyngby           | 1D               | 9          | 0          | CD              | 1+              | 0+              | -                  | -                  | -                  | -          | -          | -          | 10+    | 0+     |
| 2013-2014        | Lyngby           | 1D               | 26         | 3          | CD              | 4               | 1               | -                  | -                  | -                  | -          | -          | -          | 30     | 4      |
| 2014-2015        | Lyngby           | 1D               | 24         | 8          | CD              | 2+              | 6+              | -                  | -                  | -                  | -          | -          | -          | 26+    | 14+    |
| 2015-2016        | Lyngby           | 1D               | 21         | 12         | CD              | 2               | 1               | -                  | -                  | -                  | -          | -          | -          | 23     | 13     |
| 2016-gen. 2017   | Lyngby           | SL               | 11         | 0          | CD              | 2               | 3               | -                  | -                  | -                  | -          | -          | -          | 13     | 3      |
| 2017             | Haugesund        | ES               | 24         | 6          | CN              | 2               | 1               | UEL                | 3                  | 0                  | -          | -          | -          | 29     | 7      |
| 2018             | Haugesund        | ES               | 17         | 5          | CN              | 2               | 3               | -                  | -                  | -                  | -          | -          | -          | 19     | 8      |
| Totale Haugesund | Totale Haugesund | Totale Haugesund | 41         | 11         |                 | 4               | 4               |                    | 3                  | 0                  |            | -          | -          | 48     | 15     |
| gen.-giu. 2019   | Lyngby           | 1D               | 13+2       | 3+1        | CD              | -               | -               | -                  | -                  | -                  | -          | -          | -          | 15     | 4      |
| 2019-2020        | Lyngby           | SL               | 17         | 6          | CD              | 0               | 0               | -                  | -                  | -                  | -          | -          | -          | 17     | 6      |
| Totale Lyngby    | Totale Lyngby    | Totale Lyngby    | 121+2      | 32+1       |                 | 11+             | 11+             |                    | -                  | -                  |            | -          | -          | 134+   | 44+    |
| Totale           | Totale           | Totale           | 162+2      | 43+1       |                 | 15+             | 15+             |                    | 3                  | 0                  |            | -          | -          | 182+   | 59+    |